# أ. إي. باكوس
أ. إي. باكوس (بالإنجليزية: A. E. Backus)‏ هو رسام أمريكي، ولد في 3 يناير 1906 في فورت بيرس في الولايات المتحدة، وتوفي في 6 يونيو 1990.